# Cassipourea atanganae
Espèce
Statut de conservation UICN

VU  : Vulnérable
Cassipourea atanganae Kenfack est une espèce de plantes à fleurs de la famille des Rhizophoraceae et du genre Cassipourea. C'est un arbre endémique du Cameroun localisé sur les bords de la rivière Mana, à la limite sud-est du parc national de Korup. 

## Description
Ses feuilles ressemblent à celles de Cassipourea afzelii. Toutefois, ses fleurs diffèrent de toutes les autres espèces de Cassipourea par leur ovaire glabre et leur androcée diplostémone à filets en deux longueurs.

## Étymologie
L'épithète spécifique atanganae rend hommage à Atanga Ekobo, collaborateur du WWF-Cameroun, pour son investissement dans la conservation
des forêts côtières du Cameroun.

## Distribution
Par son aire de distribution limitée, elle est classée vulnérable selon les critères de l’IUCN.